# 喧嘩番長
『喧嘩番長』（ケンカバンチョウ）は2005年6月9日にスパイクから発売されたPlayStation 2用アクションアドベンチャーゲームである。CEROレーティング12歳以上対象。

## 概要
正義感が強く友情に厚い番長、田中ヤスオ（名前は変更可能）を操作し、不良たちと喧嘩を繰り広げるアクションアドベンチャーゲーム。累計出荷本数は157,000本を記録し、スパイクの看板タイトルとなった。
プロデューサーはスパイクの平塚浩志、ディレクターは開発会社ワイズケイの松本朋幸。松本はメインシナリオやゲームデザインを手がけており、本作のテーマについて「悪いことは悪い、いいことはいいということをゲームでおもしろおかしく表現したのが『喧嘩番長』なんです。」と述べている。
イメージキャラクターには嶋大輔、ナレーションには田中信夫を起用。オープニングテーマには映画『仁義なき戦い』の「仁義なき戦いのテーマ」が、エンディングテーマには嶋のヒット曲「男の勲章」が使用されている。また、初回生産版には当時週刊少年チャンピオンで連載中だった阿部秀司作の漫画『番長連合』のキャラクターが本作をプレイする20ページの番外編冊子が付属している。この番外編は『番長連合』の第16巻に再録されている。
2007年3月8日には続編の『喧嘩番長2 フルスロットル』が発売され、その後はプラットフォームをPlayStation Portable（PSP）に移して続編が展開された。2009年10月29日には本作のPSP移植版『喧嘩番長ポータブル』が発売された。
2008年には実写作品化され、こちらもシリーズ展開がされている。

## ゲームシステム
プレイヤーは不良が闊歩する街中を自由に移動でき、特定の場所に行くとメインストーリーを進めることができるシステムとなっている。街中では買い物やアルバイトができ、人助けや恋愛イベントなどのミニゲームも用意されている。ストーリーやイベントはいくつかの分岐点があるが、一度のプレイではこれらをすべて見ることはできず、周回プレイが前提となっていることがソフト付属解説書にも記されている。
画面内には「体力」「スタミナ」「気合」「男気」というパラメータが表示されている。「体力」は喧嘩などでダメージを受けると減少し、ゼロになるとゲームオーバーとなってタイトル画面に戻される。「スタミナ」もダメージを受けると減少し、アイテムなどで回復できる体力の上限が低下する。「気合」は技や後述する「メンチビーム」「怒声」を繰り出すのに必要で、減少した気合は「うんこ座り」を行うことで回復できる。「男気」はいわゆる「男らしさ」を表しており、ゲーム中の行動によって変化する（後述）。また、走ると画面上にハートマークが表示され、これが赤から青になるまで走ると息切れを起こし、一定時間行動が不可能になる。
セーブや各種装備、回復などは主人公の自宅「俺様の部屋」で行う。条件を満たしてイベントをクリアしたり、特定の行動を規定回数分繰り返すと「伝説達成」となり、ここで確認できる「伝説アルバム」に記録される。

### 喧嘩
タイトルが示すとおり、本作では「喧嘩」が重要であり、ゲームの進行に不可欠なものとなっている。プレイヤーはゲームの舞台となる「極東線沿線」全域を電車を使って最初から自由に移動できるが、各地域の街中や高校には不良生徒（ツッパリ）が数多くたむろしており、「制圧」が完了していない（番長を倒していない）地域に行くと、主人公を敵視する不良から次々に喧嘩を売られることになる。
街中の不良と喧嘩をする際は、まず「メンチを切る」（相手の目をにらみつけ、喧嘩を売るという意思表示をすること）という動作を行う。目から「メンチビーム」と呼ばれる光線を放ち、これが相手の「メンチビーム」とぶつかり合うと、「タンカを切る」という行動に移る。ここでは正しい台詞が間違った台詞とともに画面内に表示され、制限時間内にボタンを操作して正しい台詞を選ぶと相手を威圧して先制攻撃に成功する。間違った台詞を選んだり、制限時間内に入力できなかったりすると相手に悪口を言われ、先制攻撃を受けることになる。喧嘩の前にこの行動をせず攻撃したり、相手が放つ「メンチビーム」を無視したりすると後述する「男気」が下がるが、同じ地域で複数回喧嘩をすると、以降に出会う不良は「メンチを切る」ことなく問答無用で襲い掛かってくる。こうした相手には「メンチビーム」を放つことなく攻撃してもペナルティはない。「タンカ」には表示される正解文以外に裏正解が設定されており、こちらを入力すると先制攻撃の威力が上がる上に同時にアイテムも落とす。裏正解は「いい国造ろう鎌倉幕府」「家に帰るまでが遠足です」「嘘ついたらハリセンボンのますぞ」など、意味は通っているが喧嘩の前にはそぐわないような内容がほとんどである。また、不正解の場合でも、内容によっては敵が台詞の内容に即した物言いをしながら先制攻撃をしてくる。
喧嘩は自宅メニューの「技装備」で装備した技をボタンひとつ、または複数の組み合わせで繰り出すことができる。素手以外にも、街中に落ちていたり売られていたりする武器を使うことができるが、これも「男気」を下げる行動となる。また、「メンチビーム」や、それと同じボタンを軽く押すことによって発することができる「怒声」により、向かってくる相手をひるませることもできる。
喧嘩を続けると「喧嘩慣れ度」（他のゲームでいう「経験値」に相当する）が上昇してゆく。この数値が一定段階に達すると「番長度」が上がり、能力値が上昇し、新しい技を身につけることができる。
一度倒した不良は、その後は基本的には喧嘩を売ってこなくなる。こうした相手に「メンチビーム」を当てたり「怒声」を浴びせると腰を抜かして逃げてゆく場合があり、この方法でも「喧嘩慣れ度」を上げることができる。ストーリーを進め、高校の番長を倒すとその地域は「制圧完了」となり、倒していない不良も喧嘩を売ってこなくなる。「制圧」後の地域では「メンチビーム」で倒しても「喧嘩慣れ度」は上昇しない。PSP版ではマップを切り替えると倒した不良も再び喧嘩を売ってくる。そのため、番長度は上げやすくなっているが、事前に一掃しておくということが不可能となった。
ボスキャラクター（番長、副番など）は特定の場所に行くと、デモムービーが流れた直後に喧嘩となるため、「メンチ」「タンカ」等は必要としない。喧嘩は基本的には主人公と1対1（不良用語でいう「タイマン」）で行われるが、相手によっては複数での乱戦になることもある。特定の相手は倒すか、条件を満たすと主人公の「舎弟」となり、自宅の電話で呼び出して連れ歩くことができ、喧嘩にも参加する。

### 男気
本作においては喧嘩の強さだけでなく、「男気」の高さも求められる。ゲーム内のさまざまな行動によって「男気」は上下し、基本的には喧嘩に勝つ、「タンカを切る」のに成功する、人助けをするといった行動で上昇し、「メンチ」を切らずに攻撃する、敵の「メンチ」を無視する、「タンカを切る」のに失敗する、喧嘩から逃げる、武器を使う、一般人や女子生徒（敵として襲って来る者も含む）に暴力を振るう、車を殴る、戦意のない不良や一般人が落とす「悪いお金」を拾うといった行動で低下する。ゲーム中では「男気」があることは「シブイ」、ないことは「シャバイ」という不良用語で表現される。「シャバイ」行動をとり続けると「シャバゾウ」と呼ばれ、街中の施設が利用できなくなる、「メンチビーム」が効かなくなる、不良になめられる、「舎弟」を呼び出せなくなるといったデメリットが生じる。その上でなお「シャバイ」行動を続けると「シャバ王」に認定され、特定の条件を満たさない限り二度と「男気」を上げることができなくなる。「男気」の高低は一部イベントの分岐にも関係する。

### 街中での行動
街中には「コンビニ」「雑貨屋」「テーラー」「床屋」といった施設があり、さまざまなアイテムや装備品を購入できる。購入するための金は喧嘩相手の不良が落としたものを入手するほか、「アルバイト紹介所」でアルバイト（ミニゲーム）をこなすことでも稼げる。一度入手した装備品や髪型は、その後自宅メニューで自由に変更することができる。回復アイテムなども装備する必要があり、持てる限度数は装備している服についているポケットの数で決まる。また、服装や髪型にはいかつさが設定されており、より不良らしくいかつい格好をすることで「メンチビーム」や「怒声」が効きやすくなる。
街中には一般人も歩いており、中には主人公に頼みごとをしてくる者も存在する。攻撃を加えることもできるが、「男気」が低下するうえ、何度も続けると警察官に追われることになる。警察に逮捕されると所持している装備品やアイテムは没収され、スキンヘッドにジャージ姿となって自宅に送り返される。

## ストーリー

### 番長編
物語の本編。
私鉄「極東線」沿線に突如出現した謎の集団「黒真連合」は、圧倒的な力を背景に高校の番長を次々に取り込み勢力を拡大していった。沿線一帯は暴力が支配する無法地帯と化し、その魔の手は主人公、田中ヤスオが番長を務める「極東高校」にも及ぶ。ある日不良集団に囲まれている友人を助けたヤスオは、黒真連合の存在を知る。ヤスオはライバルの島村高校番長・大竹と決着をつけ、共に連合に喧嘩を売ることを決意する。
その後連合と対立する陣場高校の番長・蜂屋も味方につけ、連合傘下の高校をすべて制圧し、最終的に連合の頂点に立つ黒真高校に乗り込み総長の剛田を倒すとゲームクリアとなる。

### スケ番編
「番長編」を特定の条件を満たしてクリアするとプレイ可能になる。極東高校のスケバン（女番長）、佐々木レイナを主人公とする。
黒真連合壊滅後、ヤスオは地方の友人を助けるために極東線沿線を離れることになり、その間極東高校の平和はレイナにゆだねられる。黒真連合総長の女だった水谷裕子は、ヤスオと極東高校への恨みを晴らすべく、交際相手である東関最強の伝説を持つ男、阿佐見鉄也に復讐を依頼する。阿佐見は黒真連合の残党を手下に加え、極東高校を襲撃する。水谷を倒すものの、仲間たちや学校の平和を守れなかったことを悔やむレイナは、単身阿佐見に戦いを挑む。
阿佐見を倒せばクリアとなる。ストーリーは短く、自発的に行動しない限り戦闘の機会は極めて少ない。本編の後日談なので街の不良たちも「男気」が著しく低くなっていない限り喧嘩を売っては来ない。

## 登場人物

### 「番長編」の登場人物

#### 極東高校
田中 ヤスオ（たなか ヤスオ）
声 - 浪川大輔
本作の主人公。名前はデフォルトであり変更可能。極東高校（極高）の番長。2年生。極東高校に入学して間もなく前番長を倒し、番長に登り詰めた。冷静で人を突き放すような態度を取ることも多いが、正義感の強い熱血漢で、不良以外の一般生徒にも慕われている。各種イラストなどではリーゼントに長ラン、ドカンというスタイルで描かれている（服装や髪型はゲーム中で変更可能であり、ゲーム開始時の見た目はリーゼントに標準の学ラン、ボンタンになっている）。
佐々木 レイナ（ささき レイナ）
声 - 夏樹リオ
「極高のじゃじゃ馬」と呼ばれ男の不良たちにも恐れられている、極東高校のスケバン（女番長）。一見冷たい印象を与えるが、友人思いの性格。じゃじゃ馬ヘアーに短いセーラー服、ロングスカートというスタイルで描かれる（「スケ番編」にてカスタマイズ可能）。「番長編」において、恋愛イベントの交際相手として選択可能なキャラクターのひとりであり、条件を満たした場合「スケ番編」の主人公として操作可能になる。
山本 ヒロシ（やまもと ヒロシ）
声 - 古島清孝
ヤスオの親友で、「仏のヒロシ」と呼ばれる。髪型は金と茶のリーゼントパーマ（実写版では茶と黒）。ヤスオとは幼稚園からの付き合いで、喧嘩は弱いが、極東高校でヤスオを唯一呼び捨てにできる存在。
横倉 シンジ（よこくら シンジ）
声 - 羽柴秀矢
ヤスオの舎弟。髪型は角刈り（実写版ではロン毛）。情報通で、情報屋の千葉にあこがれている。
浅岡 早紀（あさおか さき）
声 - 佐々木瑶子
レイナの友人。中学校時代にはファンクラブが存在したほど男子生徒に人気があるが、交際の経験はない。ヤスオに恋心を抱いている。「番長編」において、恋愛イベントの交際相手として選択可能なキャラクターのひとり。
中西 真奈美（なかにし まなみ）
声 - 萩原えみこ
レイナの友人で、ヤスオに思いを寄せる肥満体型の女子生徒。「番長編」において、恋愛イベントの交際相手として選択可能なキャラクターのひとり。
鈴原 梅吉（すずはら うめきち）
声 - 山岸功
極東高校の生徒会長。使命感が強く生真面目な性格。「スケ番編」ではレイナに対し、力が弱いために不良に対して強く出られず、ヤスオに比べて生徒の信頼をまったく得られていないという悩みを打ち明けて発破をかけられ、のちに生徒を守るため自分よりも強い相手に立ち向かってみせる。
大山田 影照（おおやまだ かげてる）
声 - 岸尾大輔
極東高校の裏番長。髭を生やし、ボロボロの長ラン・ドカンを着用している。あまりにも凶暴であるため、無期限停学となり極東高校地下の反省房に長らく閉じ込められていた。「番長編」の2周目以降に登場する。
岩渕 正孝（いわぶち まさたか）
声 - 諏訪部順一
極東高校の体育教師。「スケ番編」では教師の権限を利用してレイナに頼み事をする。

#### 島村高校
大竹 将弘（おおたけ まさひろ）
声 - 若林亮
極東高校とは長年の敵対関係にある島村高校（島高）の番長で、「島村の猛獣」の異名を持つ。硬派で一本気な性格だが、女には弱い。ヤスオとはライバル関係にある。角刈りで口ひげを生やしており菅原文太にあこがれている。
山田 郁夫（やまだ いくお）
声 - 小谷津央典
島村高校の副番。顎ひげを生やしていていかつい外見であり、ヤスオには「ゴリ男」と呼ばれる。血の気が多く、ヤスオにしばしば喧嘩を売る。

#### 陣場高校
蜂屋 茂（はちや しげる）
声 - 岸尾大輔
黒真連合と対立する陣場高校の番長。二枚目で地元意識が強く、男女を問わず人望も厚い。喧嘩が強いだけでなく成績も優秀だが、心臓に持病を抱えている。実写版では早紀の幼なじみという設定になっており、彼女が原作における直子（後述）の役割を担っている。
今井 陽一（いまい よういち）
声 - 羽柴秀矢
陣場高校の双子の副番の兄。
今井 陽二（いまい ようじ）
声 - 羽柴秀矢
陣場高校の双子の副番の弟。
小野 直子（おの なおこ）
声 - 星河舞
蜂屋と交際している女子生徒。蜂屋の病状を知り、喧嘩をやめてほしいと望んでいる。

#### 房曾工業高校
菊永 洋平（きくなが ようへい）
声 - 津田健次郎
黒真連合出現まで「最狂」と恐れられた房曾工業高校の番長で、黒真連合四天王のひとり。「房曾の狂犬」の異名を持つ残忍で荒々しい性格をもち、自分の舎弟に対しても些細なことで暴力を振るう。しかし、舎弟たちからの人望は厚く、ヤスオとの戦いに敗れたあとで仲間の大切さを学ぶ。

#### 武心大付属女子高校
飯島 靖子（いいじま やすこ）
声 - 京井幸
沿線唯一の女子高で、黒真連合傘下にある武心大付属女子高校の女番長。「ミスター武心女子」の異名を持つ。女子や子供には優しいが、男には敵愾心を抱き、手下たちには男女交際の禁止を命じている。
持田 奈々（もちだ なな）
声 - 星河舞
武心大付属女子高校の門番。陣場高校の陽一とひそかに交際している。
坂口 春（さかぐち はる）
声 - 佐々木瑶子
武心大付属女子高校の門番。飯島の課した掟には忠実だが、内心では恋愛にあこがれている。

#### 洸立館高校
芝原 勲（しばはら いさお）
声 - 古島清孝
黒真連合の門番的存在である洸立館高校の番長で、黒真連合四天王No.3。金髪の長髪に焼けた肌、サーファー系のファッションが特徴。喧嘩が強いだけでなく端正な顔立ちで女にももてるが、仲間を自分の道具のように扱い、他者を騙して利用するねじ曲がった性格で、副番チャーリーの友情を利用している。
チャーリー アライ
声 - 関根正明
洸立館高校の副番。イギリス人と日本人の間に生まれたハーフだが、本人によれば中身は完全に日本人とのことで、関西弁で話す。大柄で喧嘩も芝原より強いが、暴力は好まない。ハーフであることを気にして孤立することの多かった自分に声をかけた芝原を慕っている。
吉野 恵美（よしの めぐみ）
声 - 萩原えみこ
芝原と交際しているギャル風の女子生徒。芝原同様に非道でねじ曲がった性格をもち、チャーリーを道具のように思っている。また「男の友情」を「キモい」などと見下し、正義感の強いヤスオを「時代遅れの熱血キモ野郎」と罵倒する。芝原が敗北すると逃げ出し、黒真連合壊滅後は阿佐見の下につく。

#### 國志摩高校
石田 哲平（いしだ てっぺい）
声 - 松本大
黒真連合傘下の國志摩高校の番長で、ちょびひげにサングラスという風貌の男。「蛇の石田」と呼ばれるほど卑劣な策略を得意とし、黒真四天王には数えられていないが連合の知能犯として悪名高い。恋愛イベントを進めている場合ヒロインを拉致するため、その状態で石田を倒すと伝説達成となる。黒真連合壊滅後は阿佐見の下につく。
木下 秀（きのした ひで）
声 - 津田健次郎
國志摩高校の副番。狡猾な性格で喧嘩よりも悪知恵でのし上がってきた。また、心の内では石田よりも上の立場を狙っている野心家でもある。黒真連合壊滅後は、石田とともに阿佐見の下につく。

#### 黒真高校
剛田 竜司（ごうだ りゅうじ）
声 - 仮屋昌伸
黒真連合総長。暴力のみで連合の勢力を拡大し、いまだ敗北を知らないといわれる男。いずれは日本全国の不良を束ね、日本そのものを転覆させるという野望を抱いている。「番長編」のラストボス。
本山 慶三（もとやま けいぞう）
声 - 松本大
黒真連合四天王No.1にして、連合の副総長。剛田出現以前は極東線沿線最強と謳われていた。連合壊滅後はヤスオと和解し、黒真高校を預かる身となる。阿佐見の舎弟であった過去を持つが、阿佐見の極東高校襲撃への協力を拒否し倒される。
岩谷 五郎（いわや ごろう）
声 - 小谷津央典
黒真連合四天王No.2で、「殺人コンピューター」の異名を持つ冷静沈着な男。連合の頭脳的存在で、裏切り者には容赦なく制裁を加える。連合壊滅後は本山とともにヤスオと和解する。
水谷 裕子（みずたに ゆうこ）
声 - 大原さやか
剛田の女。連合の構成員には「姐さん」と呼ばれている。一時はヤスオを誘惑しようとするが軽くあしらわれる。黒真連合壊滅後は阿佐見の女となり、自分を侮辱したヤスオへの復讐を依頼する。

#### その他
田城 昌之（たしろ まさゆき）
声 - 山岸功
黒真連合の切り込み隊長。大口をたたくが喧嘩は弱い。黒真連合壊滅後は阿佐見の下につき、極東高校に恨みを持つ連合の残党をかき集める。
高嶋 平次（たかしま へいじ）
声 - 若林亮
極東線沿線の外からやってきた、「番長仕置き人」と呼ばれる男。田城に騙されてヤスオと戦うも敗北し、田城に裏切られる。そしてひとりで自分に襲いかかった連合の下っ端を蹴散らし、みずからの拳をもって田城を制裁する。その後はヤスオに男惚れしたとの理由で彼を「大将」と呼び慕い、力を貸す。
田中 雄司（たなか ゆうじ）
声 - 仮屋昌伸
ヤスオの父。工務店を経営する。かつては極東線沿線最強の番長だった。
千葉 良夫（ちば よしお）
声 - 松本大
極東線沿線の情報屋。通称「チバちゃん」。街中に立っており、話しかけるとゲームを進めるためのヒントを得ることができる。かつてはヤスオの父の舎弟だった。
江田島 一朗太（えだじま いちろうた）
声 - 小谷津央典
少年課刑事。「鬼の江田島」と呼ばれる。町や学校を歩いており、悪さをすると追いかけてくる。

### 「スケ番編」の登場人物
阿佐見 鉄也（あさみ てつや）
声 - 諏訪部順一
5年前の一大抗争事件「極東戦争」において勝ち残り、東関最強の伝説を持つ男。その抗争のなかで遼子に片目を潰され隻眼になっている。みずからを「魔王」に位置づけ、ゲーム感覚で極東高校やヤスオの仲間たちを襲撃する。
稲垣 健（いながき けん）
声 - 関根正明
阿佐見の舎弟。通称「ケン」。無抵抗の相手にも平然と暴力をふるう残忍さを持つ。梅吉を極東高校の番長と間違えて拉致する。
佐々木 遼子（ささき りょうこ）
声 - 大原さやか
レイナの姉で、レイナが恐れる唯一の人物。実はレディース「虎蝶乱」の元総長で、かつて極東戦争において阿佐見と対決したが敗北して重傷を負う。皮肉にもそのことが不良の道から足を洗うきっかけになった。「スケ番編」の後半で極東戦争と阿佐見のことを話し、当時愛用していたヨーヨーをレイナに託す。

## 評価と続編への影響
平塚と松本によると、ユーザーの中心層は「中高生やツッパリ世代の30代が中心」であり、女性のユーザーも相当数いるとしている。ユーザーの評判は「次回作に期待」というものが多く、特にバイクを出してほしいという要望や、「男気」によるストーリーの分岐が少ないことへの不満が多く寄せられており、こうした要素を次作『喧嘩番長2 フルスロットル』に取り入れたと語っている。

## 主題曲
- オープニングテーマ「仁義なき戦いのテーマ」
  - 作曲：津島利章
- エンディングテーマ「男の勲章」
  - 作詞・作曲：Johnny　唄：嶋大輔

## 攻略本
- 『喧嘩番長 公式コンプリートガイド 番長烈伝』 - クリックコードより2005年6月に発売。ISBN 978-4789725699

## 喧嘩番長シリーズ

### ナンバリングタイトル
- 喧嘩番長（2005年） - PlayStation 2・PlayStation Portable用。本項目で詳述。
- 喧嘩番長2 フルスロットル（2007年） - PlayStation 2用。『喧嘩番長』の1年後が舞台。前作の主人公に負けて落ちぶれた主人公が成り上がりを目指す。
- 喧嘩番長3 全国制覇（2008年） - PlayStation Portable用。舞台や登場人物を一新。修学旅行先の「郷都」で全国の番長と抗争を繰り広げる。
- 喧嘩番長4 一年戦争（2010年） - PlayStation Portable用。「紅南高校」を舞台に、新入生の主人公が最強を目指して喧嘩に明け暮れる。『喧嘩番長』の8年後が舞台であり、1作目のキャラクターも複数登場する。
- 喧嘩番長5 漢の法則（2011年） - PlayStation Portable用。『4』から2年後を舞台とする。「阿弥浜沿線」に転校してきた主人公が勢力抗争に身を投じる。
- 喧嘩番長6 SOUL & BLOOD（2015年） - ニンテンドー3DS用。どうしようもない不良だった主人公が「九鬼島高校」での高校生活3年間を通じて成長していく。

### 番外タイトル
- 喧嘩番長Bros. トーキョーバトルロイヤル（2012年） - PlayStation Portable用。修学旅行で「塔京」を訪れたふたりの主人公が、日本全国の不良たちと喧嘩を繰り広げる。
- 喧嘩番長 乙女（2016年） - PlayStation Vita用。男装して男子校「獅子吼学園」に入学することになった女性主人公が、不良を相手に恋や友情を育む乙女ゲーム。漫画や小説、テレビアニメなどのメディアミックスも行われている。
  - 喧嘩番長 乙女〜完全無欠のマイハニー〜（2017年） - PlayStation Vita用。『乙女』のエンディング後のエピソードなどを収録したファンディスク。
  - 喧嘩番長 乙女 2nd Rumble!!（2019年） - PlayStation Vita用。『乙女』の1年後を舞台とする続編。

### 実写作品
これまでにオリジナルビデオ（Vシネマ）と映画で実写化されている。
- 喧嘩番長（オリジナルビデオ、2008年） - 本作を原作とするオリジナルビデオ。
- 喧嘩番長 フルスロットル（オリジナルビデオ、2009年）- シリーズ第2作『喧嘩番長2 フルスロットル』が原作。
- 喧嘩番長 劇場版〜全国制覇（映画、2010年）- シリーズ第3作『喧嘩番長3 全国制覇』が原作。
- 喧嘩番長 劇場版〜一年戦争（映画、2011年）- シリーズ第4作『喧嘩番長4 一年戦争』が原作。

### ソーシャルゲーム
- 喧嘩番長 全国制覇（2010年） - ゲームズアリーナ（2012年解散・現在スパイクの監修のもとチュンソフトが運営）よりモバゲータウンで提供されているソーシャルゲーム。別のプラットフォームに移植もされており、Yahoo!モバゲー（ちなみにモバゲータウン版とYahoo!モバゲーは100%データ連動しており、PCとモバイルの両方からプレイできる）、GREE、ニコニコアプリ、dゲーム、mobcastで利用可能。現在はサービスを終了している。

### パチンコ
- CR喧嘩番長 - マルホン工業から発売された本シリーズのタイアップパチンコ機。